# Marco Mancosu
Marco Mancosu (né le 22 août 1988 à Cagliari en Sardaigne) est un footballeur italien, qui évolue au poste de milieu de terrain.
Son frère, Matteo, est également footballeur et joue en tant qu'attaquant au Virtus Entella (en Série B, comme Marco)

## Carrière

### En club
Formé au milieu de terrain par les équipes de jeunes du club de sa ville natale, le Cagliari Calcio, Marco Mancosu fait ses grands débuts en Serie A à 18 ans, lors de la dernière journée du championnat 2006-07 (défaite 2-1 contre Ascoli), match au cours duquel il inscrit un but de la tête sur un corner.
Lors de la saison de Serie B 2008-09, il est prêté au club de Rimini, avant de retourner à Cagliari au mercato d'hiver suivant.
Le 16 juillet 2009, il est à nouveau prêté à Empoli en échange de Lino Marzorati. Le 11 août 2010, Mancosu est cédé en copropriété à Syracuse en Serie C, avant d'être racheté le 24 juin 2011 et de faire son retour dans son club formateur (mais retourne à Syracuse en prêt le 28 août 2011).
Le 25 juillet 2012, il est cédé en copropriété au club de Bénévent, et marque son premier but en Coppa Italia contre San Marino. Le 21 juin 2013, Bénévent rachète 100 % des droits du joueur.

### En sélection
Formé par le giron des sélections de jeunes, en 2005, Mancosu fait partie de la sélection des moins de 17 ans, alors entraînée par Francesco Rocca, avant d'ensuite disputer un match avec les moins de 20 ans.
Le 12 août 2009, il fait ses débuts en équipe d'Italie espoirs, en entrant en seconde mi-temps d'un match amical contre la Russie (défaite 3-2).